# اتوبوس‌های سفید

اتوبوس‌های سفید.

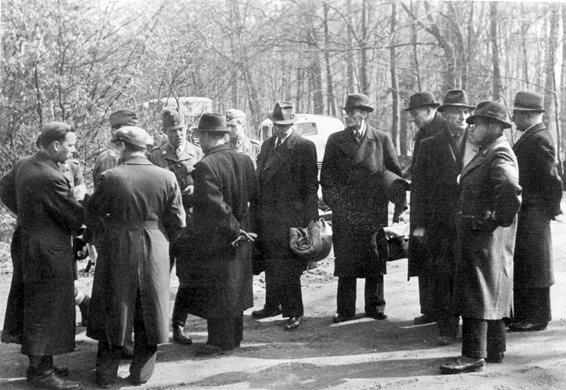
گروهی از افسران گشتاپو، در حال انتظار برای اسکورت اتوبوس‌های سفید صلیب سرخ سوئد از خاک آلمان.

اتوبوس‌های سفید (به سوئدی: Vita bussarna) اشاره‌ای به عملیات بشردوستانه نجات بیش از ۱۵هزار زندانی اردوگاه‌های کار اجباری آلمان نازی توسط سازمان صلیب سرخ سوئد و با هم‌یاری دولت دانمارک در روزهای پایانی جنگ جهانی دوم است. از میان افراد نجات‌یافته که عمدتاً ملیت اسکاندیناویایی داشتند، در حدود ۶هزار و ۵۰۰ تا ۱۱هزار نفر، یهودی بودند.
کونت فولکه برنادوت، دیپلمات سوئدی و رئیس صلیب سرخ سوئد، تلاش‌های مهمی را برای نجات جان زندانیان دانمارکی و نروژی اردوگاه‌های کار اجباری آلمان نازی انجام داد. بر اثر رایزنی‌های موفق او با هاینریش هیملر، به زندانیان اجازه داده‌شد تا با اتوبوس‌های سفید سازمان صلیب سرخ و زیر بمباران نیروهای متفقین، از مرزهای رایش آلمان خارج شده و موفق به بازگشت به کشورهای خود شوند. شماری از آن‌ها نیز به سوئد و دانمارک منتقل شدند.